# Sematophyllum serrulatum
Sematophyllum serrulatum är en bladmossart som beskrevs av H. Crum och Richards 1984. Sematophyllum serrulatum ingår i släktet Sematophyllum och familjen Sematophyllaceae. Inga underarter finns listade i Catalogue of Life.